# 沙玛村
28°22′15.5″N 97°00′51.9″E / 28.370972°N 97.014417°E
沙玛村位于中国西藏自治区察隅县下察隅镇，紧邻边界（需办理边防证件），是中国在察隅县控制的最南端的行政村。沙玛村海拔约1,600米，终年气候温暖、阳光充分、雨量充沛，拥有西藏少见的亚热带季风气候，适宜农业和种植业。
沙玛村是边防重地。1962年，这里曾经是中印战争的战场之一。解放军一度攻占瓦弄等印占地区，但随后宣布撤军。现今，中印实际控制线位于沙玛村以南3公里的沙玛前哨，双方沿嘎灵公山一线布防。2004年6月，林芝爆发强降雨，沙玛村巴提桥被水冲走，公路一度全部被毁。